# Mangora maximiano
Mangora maximiano là một loài nhện trong họ Araneidae.
Loài này thuộc chi Mangora. Mangora maximiano được Herbert Walter Levi miêu tả năm 2007.